# Dror
El Dror (en hebreu: דרור) va ser una organització juvenil jueva que operava a Polònia entre els anys 1922 i 1950. L'organització va ser fundada a Polònia en 1922 per emigrants jueus procedents d'Ucraïna. A mitjan dècada de 1920, Dror va esdevenir part de l'organització Freiheit, però va mantenir la seva autonomia legal. Dror era una organització sionista que preparava als joves per viure a Palestina, capacitava als futurs colons i creava grups d'exploradors.
Durant la Segona Guerra Mundial, els activistes de Dror van lluitar amb armes automàtiques. Al juliol de 1942, juntament amb els grups: Ha-Xomer ha-Tsaïr, el Bund, Zukunft, el Bloc antifeixista i els Bnei Akiva, van formar l'Organització Jueva de Combat (el ZÖB).
En 1943, les unitats de la resistència del Dror, van participar en l'aixecament del Gueto de Varsòvia. Després de la caiguda del gueto, les restes de les unitats de la resistència van lluitar juntament amb els partisans, i van prendre part l'any següent (en 1944) en la Insurrecció de Varsòvia.
Quan va acabar la Segona Guerra Mundial, el Dror va continuar a Polònia, i va ser l'única organització juvenil jueva legalitzada després de la guerra. Dror es va mantenir com una organització activa durant alguns anys. La seva activitat va ser similar a la realitzada abans de la guerra, el Dror va organitzar l'entrenament per als futurs colons que anaven a viure a Palestina, va impartir cursos vocacionals i agrícoles, va començar grups d'auto-estudi, va crear centres comunitaris, es va ocupar dels joves orfes que van sobreviure a la guerra, i va ajudar a les persones que van emigrar de la Unió Soviètica. No obstant això, en 1950, el Dror va ser prohibit per les autoritats estatals poloneses.